# كلية فولدا الجامعية

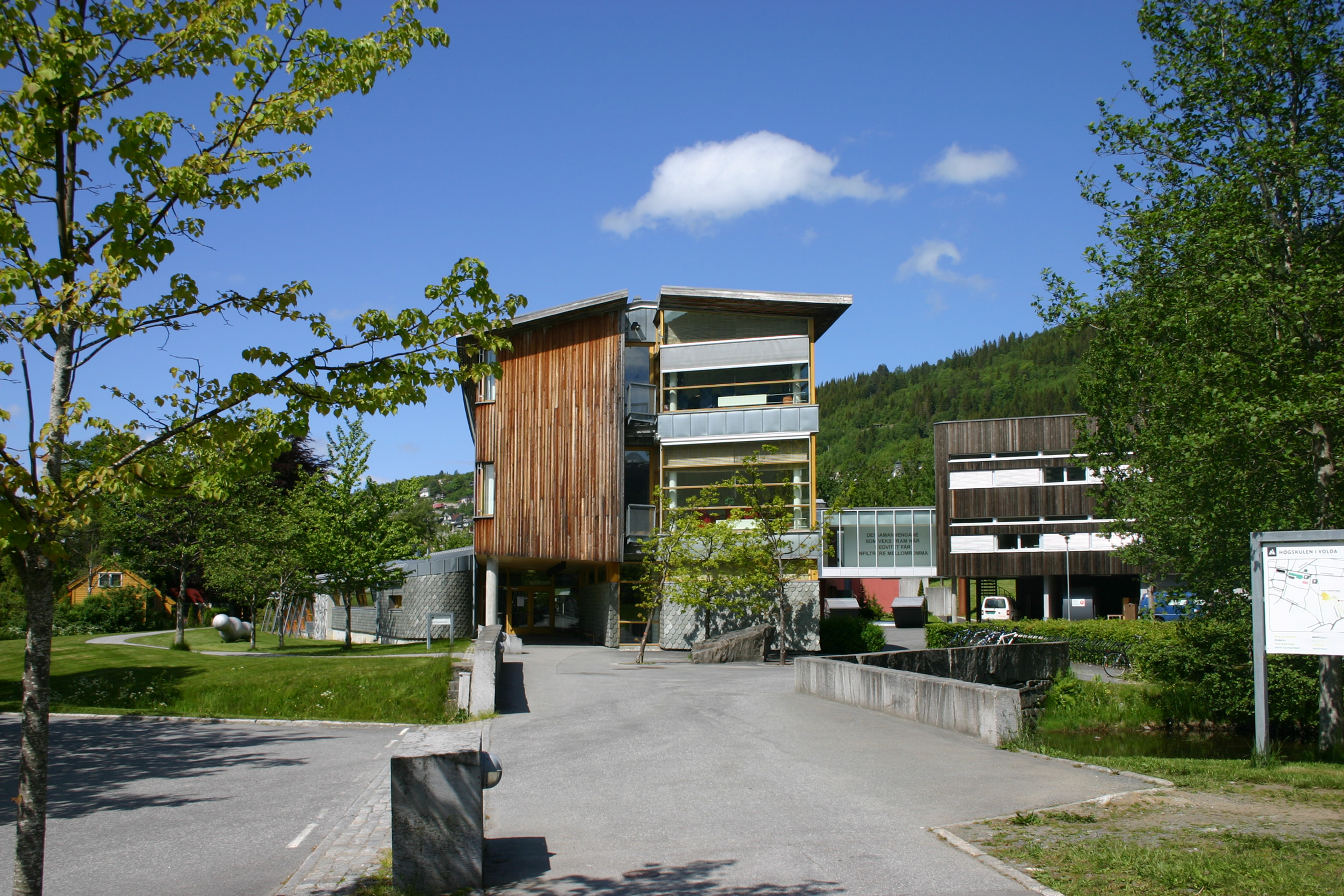

كلية فولدا الجامعية (بالنرويجية: Høgskulen i Volda)‏ - واختصاراً HVO - هي جامعة حكومية في النرويج، يقع حرمها الرئيسي في بلدة فولدا بمقاطعة موره ورومسدال. تأسست في 1 أغسطس 1994 عن طريق دمج كلية موره ورمسدال الإقليمية مع كلية فولدا للمعلمين. تضم حوالي 4000 طالب و 340 موظفاً.
تنقسم كلية فولدا الجامعية إلى أربع كليات هي: كلية العلوم الإنسانية والتربية، وكلية الفنون الجميلة والأدائية، وكلية العلوم الاجتماعية والتاريخ، وكلية الإعلام والصحافة. وتوفّر 6 برامج للحصول على درجة الماجستير و30 برنامجاً للدراسة في المرحلة الجامعية.
تخرّجت فيها السياسية النرويجية سيلفي ليستهاوغ من حزب التقدم.

## روابط خارجية
- كلية فولدا الجامعية (الصفحة الرئيسية)